# Cratere Hurley
Hurley  è un cratere sulla superficie di Mercurio.